# Râul Valea Ciubotei
Râul Valea Ciuborei este un afluent al râului Urlătoarea Mică. 

## Hărți
- Harta județului Brașov